# Affäre Jussel
Die Affäre Jussel im Jahr 1975 betraf eine Vorarlberger Junglehrerin, der bezüglich einer Begebenheit in ihrem Kunstunterricht das Verstoßen gegen die freiheitlich demokratische Grundordnung vorgeworfen wurde und die deshalb aus dem Schuldienst entfernt wurde. Die Affäre zog in Österreich bundesweit politische und mediale Kreise und gilt als zeitgeschichtlich relevantes Vorkommnis.
Ulrike Jussel absolvierte 1973 die pädagogische Akademie und erhielt ein Begabtenstipendium. Sie unterrichtete dann an einer Hauptschule in Dornbirn-Hatlerdorf. In einer Zeichenstunde am 6. März 1975 sollten die Schüler ein Schriftblatt mit einem Text freier Wahl gestalten. Als manche Schüler Vulgärausdrücke aus dem sexuellen Bereich zu Papier brachten, schenkte Jussel dem keine besondere Beachtung. Daraufhin wurde sie vom Dienst suspendiert und am 19. März ohne Angabe von Gründen gekündigt.
Wiener Zeitungen machten den Vorgang öffentlich. Er wurde von dem ORF-Magazin Teleobjektiv aufgegriffen und im Vorarlberger Landtag besprochen. Der österreichische Unterrichtsminister Fred Sinowatz lud Jussel zu einer Aussprache nach Wien ein und intervenierte danach persönlich bei Vorarlberger Landeshauptmann Herbert Keßler zu Gunsten der Junglehrerin. Dieser lehnte jedoch eine Wiedereinstellung der Pädagogin wegen „Wiederholungsgefahr“ ab.
Jussel übersiedelte danach nach Innsbruck und leitete dort zehn Jahre lang das Mädchenheim der Arbeiterkammer Tirol in der Schöpfstraße.